# Gregorio Fuentes

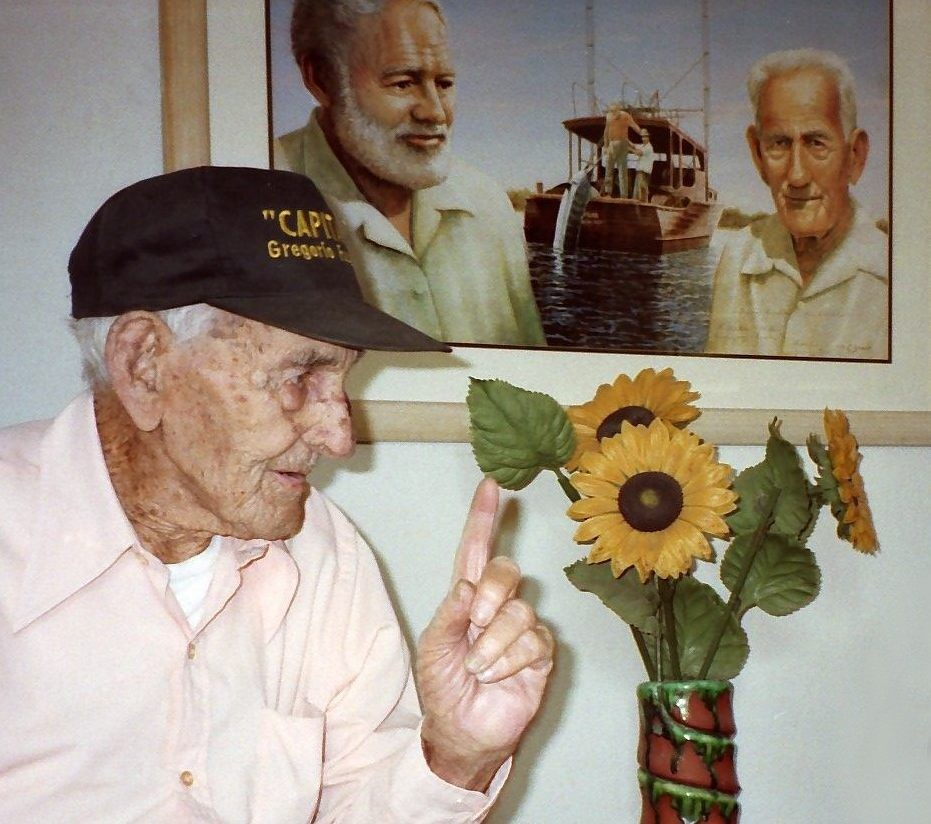
Gregorio Fuentes w 1998

Gregorio Fuentes (ur. 11 lipca 1897 na Lanzarote, Wyspy Kanaryjskie, zm. 13 stycznia 2002 w Cojimar) – kubański rybak, uważany za pierwowzór postaci Santiago z opowiadania Hemingwaya Stary człowiek i morze.
Był synem kucharza okrętowego z Wysp Kanaryjskich, któremu od dziecka towarzyszył w rejsach. Po śmierci ojca w czasie rejsu na Kubę (1903) pozostał na wyspie pod opieką innych emigrantów z Wysp Kanaryjskich. Przez większość życia mieszkał i pracował jako rybak w Cojimar koło Hawany. W 1928 poznał Ernesta Hemingwaya, który wynajął go do opieki nad łodzią "El Pilar". Towarzyszył pisarzowi w rejsach po Morzu Karaibskim.
Fuentes zmarł po chorobie nowotworowej w wieku 104 lat. Prawdopodobnie nigdy nie czytał słynnego opowiadania Hemingwaya.